# 肘巴里
肘巴里（： jjokbari）是朝鮮民族對日本人及日本裔的種族歧视语。
據2001年調查，此語是大韩民国人對日本人次常用蔑稱，居倭奴（／ Wae-nom）之前、日本奴（／ Ilbon-nom）之後。

## 語源

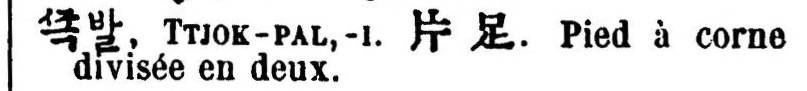
1880年《韓法辭典》（Dictionnaire coréen-français）

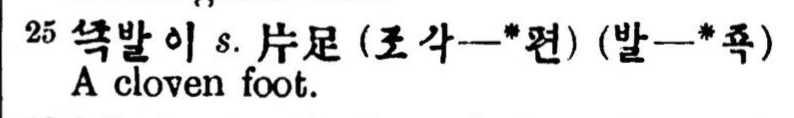
1897年《韓英辭典》（Korean English Dictionary）

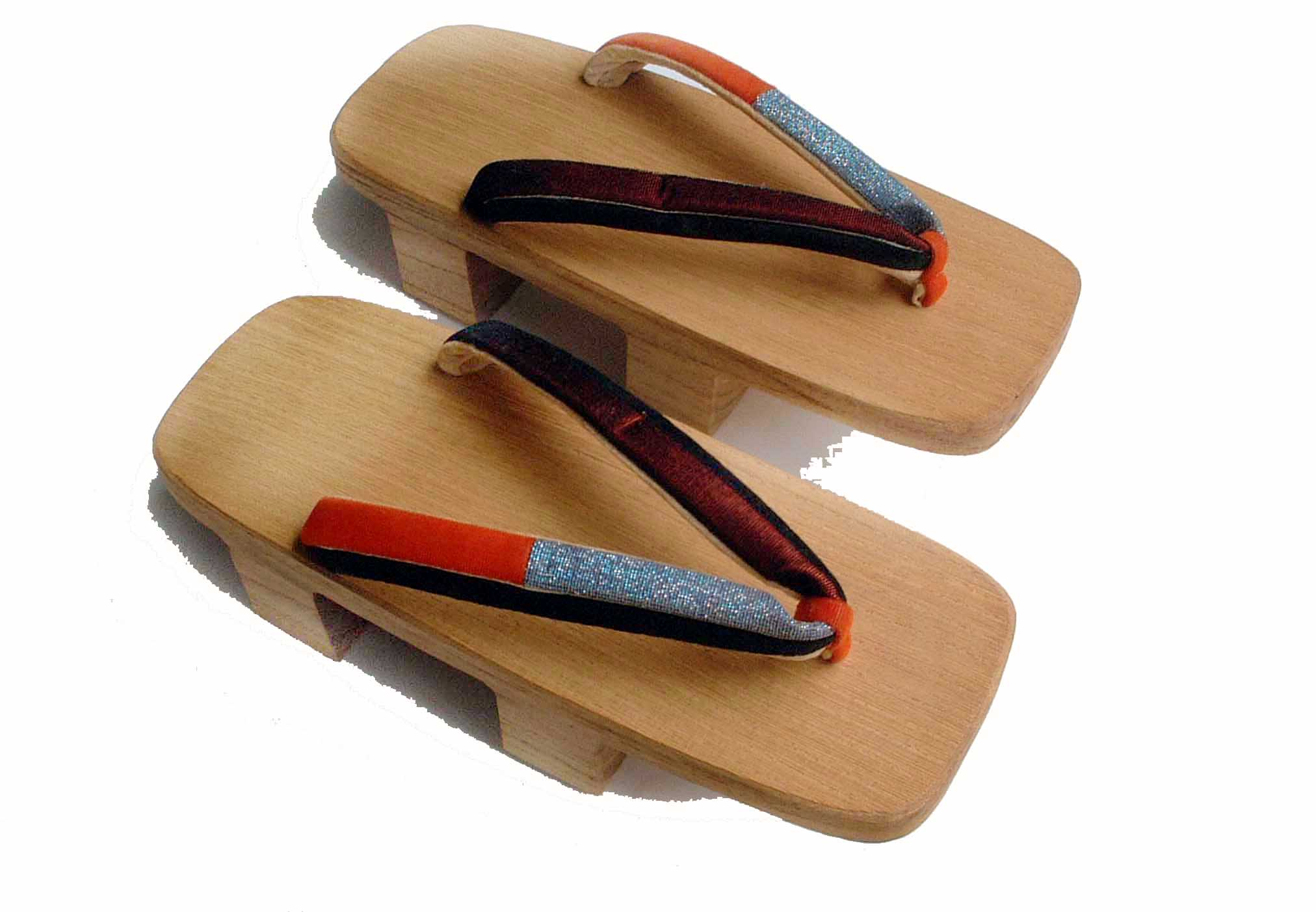
下馱將大腳趾與其他腳趾分開

此語為韓語固有詞，本義「片足」，即裂足、偶蹄，指日本人穿下馱，大腳趾與其他腳趾分開的樣貌。
朝鮮半島草鞋完全覆蓋足部，而日本草鞋與下馱僅由鞋底與綁帶固定於腳上，露出腳的其餘部分，包括腳趾間的裂口。朝鮮民族認為日本的鞋比自己殘缺，明顯的裂口足以激發種族歧視。

## 在日本
在日朝鮮民族所操日语稱「 choppari」。半肘巴里（／ ban-jjokbari）原為對朝鮮日治時期日本化朝鮮民族的蔑稱，後來朝鮮民族以此稱朝鮮民族裔日本人。在日朝鮮民族所操日語亦廣泛使用，稱「 pan-choppari」，或指日本化的朝鮮民族，或指日本人與朝鮮民族的混血。